# Neumühle (Petersaurach)
Neumühle (fränkisch: Naimil) ist ein Gemeindeteil der Gemeinde Petersaurach im Landkreis Ansbach (Mittelfranken, Bayern). Neumühle liegt in der Gemarkung Großhaslach.

## Geografie
Die Einöde liegt im unteren Tal des Steinbachs an einem Teilungsarm und am Fuß des rechten Talhangs, wenig vor der Bachmündung von rechts in den Haselbach. Der zulaufende Gewässerzweig ist unmittelbar vor der Mühle zu einem etwa über 0,1 ha großen Teich angestaut.
Ein Anliegerweg führt zu einer Gemeindeverbindungsstraße (0,1 km), die nach Steinbach (1,1 km südöstlich) bzw. zur Staatsstraße 2246 (0,3 km westlich) zwischen Bruckberg (1 km südlich) und Kleinhaslach verläuft (1,5 km nördlich).

## Geschichte
Der Ort wurde 1342 als „Neuwemül“ erstmals urkundlich erwähnt.
In den Oberamtsbeschreibungen des Fürstentums Ansbach von Johann Georg Vetter aus dem Jahr 1732 wird der Ort folgendermaßen beschrieben: „Neu Mühl Eine Castenamt Anßpachische Mühl, liegt unterhalb Pruckberg, ist nach Großenhaßlach gepfarret und des Zehendens befreyet, gehört sonst in die Steinbacher Gemeind, mit der Vogthey und Hochfreischl. Hohen Obrigkeit aber, in das allhiesige Ober- und Castenamt Anßpach.“
Gegen Ende des 18. Jahrhunderts gehörte die Neumühle zur Realgemeinde Steinbach. Das Mühlgut hatte das brandenburg-ansbachische Hofkastenamt Ansbach als Grundherrn. Unter der preußischen Verwaltung (1792–1806) des Fürstentums Ansbach erhielt die Neumühle bei der Vergabe der Hausnummern die Nr. 1 des Ortes Steinbach. Von 1797 bis 1808 unterstand der Ort dem Justiz- und Kammeramt Ansbach.
Im Rahmen des Gemeindeedikts wurde Neumühle dem 1808 gebildeten Steuerdistrikt Großhaslach und der 1811 gegründeten Ruralgemeinde Großhaslach zugeordnet. Am 1. Mai 1978 wurde diese im Zuge der Gebietsreform in Bayern nach Petersaurach eingemeindet.

### Baudenkmal
- ehemalige Mühle, zweigeschossiger Satteldachbau, in Teilen Fachwerk, 1726 (?); Scheune, eingeschossiges Gebäude mit Steildach, Fachwerk, teilweise massiv, 18./19. Jahrhundert; Scheune, zweigeschossiger Satteldachbau, mit Fachwerkobergeschoss und Fachwerkgiebel, 19. Jahrhundert; Nebengebäude, zweigeschossiger Satteldachbau, 19. Jahrhundert; Einstufung als Baudenkmal von überregionaler Bedeutung aufgrund der Mehrfachnutzung der Wasserkraft als Kornmühle (oberschlächtig) und Walkmühle (unterschlächtig)[12]

### Einwohnerentwicklung
| Jahr      | 001818 | 001836 | 001840 | 001861 | 001871 | 001885 | 001900 | 001925 | 001950 | 001961 | 001970 | 001987 |
| Einwohner | 4      | 5      | 9      | *      | 12     | 13     | 7      | 9      | 13     | 3      | 3      | 2      |
| Häuser    | 1      | 1      | 1      |        |        | 1      | 2      | 1      | 1      | 1      |        | 1      |
| Quelle    | [ 14 ] | [ 15 ] | [ 16 ] | [ 17 ] | [ 18 ] | [ 19 ] | [ 20 ] | [ 21 ] | [ 22 ] | [ 23 ] | [ 24 ] | [ 1 ]  |

## Religion
Der Ort ist seit der Reformation evangelisch-lutherisch geprägt und nach St. Maria (Großhaslach) gepfarrt. Die Einwohner römisch-katholischer Konfession waren ursprünglich nach Unsere Liebe Frau (Heilsbronn) gepfarrt, seit 1992 ist die Pfarrei St. Franziskus (Neuendettelsau) zuständig.